# Gautampur
Gautampur (nepalski: गौतमपुर) – gaun wikas samiti we wschodniej części Nepalu w strefie Kośi w dystrykcie Sunsari. Według nepalskiego spisu powszechnego z 2001 roku liczył on 698 gospodarstw domowych i 3783 mieszkańców (1828 kobiet i 1955 mężczyzn).